# Барон Киндерсли
Барон Киндерсли из Вест Хоатли в графстве Суссекс — наследственный титул в системе Пэрства Соединённого королевства. Он был создан 28 января 1941 года для британского бизнесмена, сэра Роберта Киндерсли (1871—1954). Он занимал должности директора Банка Англии (1914—1946) и председателя национального сберегательного банка Великобритании (1916—1946). Его второй сын, Хью Кеньон Молсуорт Киндерсли, 2-й барон Киндерсли (1899—1976), был бригадиром шотландской гвардии. 
По состоянию на 2024 год носителем титула являлся его внук, Руперт Джон Молсуорт Киндерсли, 4-й барон Киндерсли (род. 1955), который стал преемником своего отца в 2013 году.

## Бароны Киндерсли (1941)
- 1941—1954: Роберт Молсуорт Киндерсли, 1-й барон Киндерсли (21 ноября 1871 — 20 июля 1954), сын капитана Эдварда Нассау Молсуорта Киндерсли (1836—1907)[1];
- 1954—1976: Хью Кеньон Молсуорт Киндерсли, 2-й барон Киндерсли (7 мая 1899 — 6 октября 1976), второй сын предыдущего, верховный шериф Лондонского графства (1951—1952)[2];
- 1976—2013: Роберт Хью Молсуорт Киндерсли, 3-й барон Киндерсли (18 августа 1929 — 9 октября 2013), единственный сын предыдущего[3];
- 2013 — н. в.: Руперт Джон Молсуорт Киндерсли, 4-й барон Киндерсли (род. 11 марта 1955), старший сын предыдущего[4];
  - Наследник титула: достопочтенный Фредерик Хью Молсуорт Киндерсли (род. 9 января 1987), единственный сын предыдущего[5].